# Музей истории религии (Львов)

Музей истории религии во Львове

Льво́вский музе́й исто́рии рели́гии — музей во Львове (Украина), в котором освещается история мировых и национальных религий, деятельность церковных организаций.
Экспозиция музея размещена в здании бывшего римско-католического Доминиканского монастыря XIV—XVIII веков, по адресу ул. Музейная, 1. Музей был создан в 1973 году как Музей истории религии и атеизма и ранее занимал также помещение Доминиканского собора (которое в 1997 году было передано общине УГКЦ).

## Собрание и экспозиция

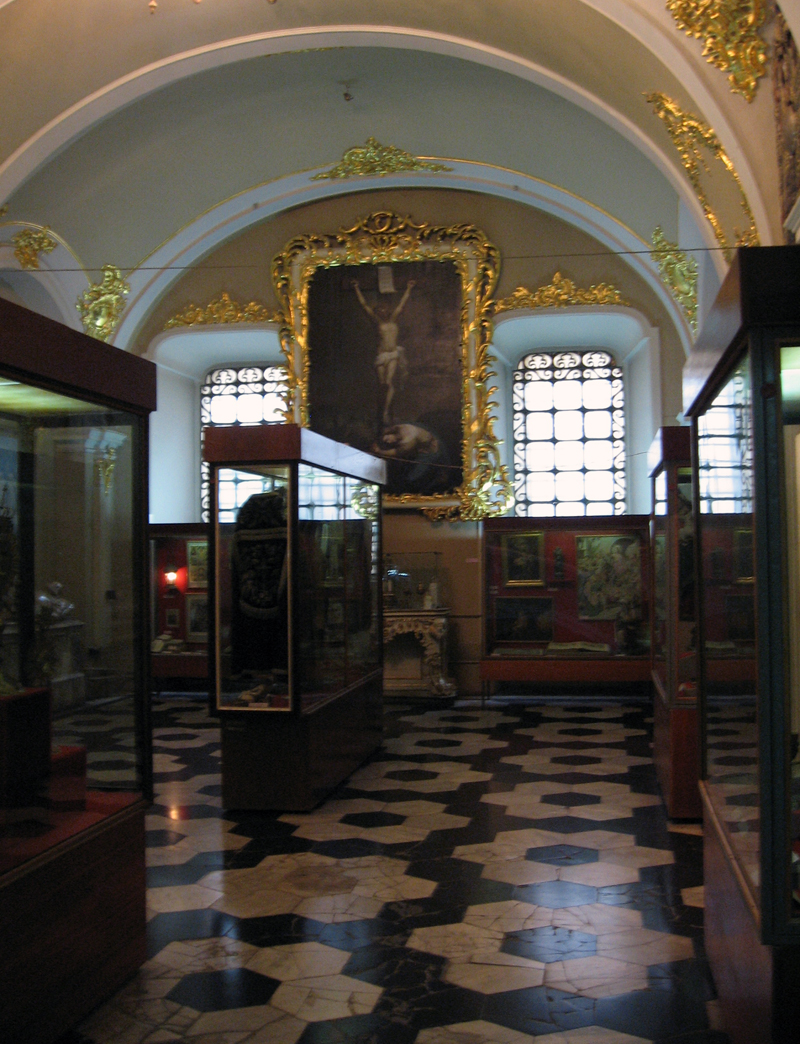
Зал, посвящённый истории Римско-католической церкви

В фондах насчитывается свыше 50 тысяч единиц сохранения. Среди них экспонаты, которые имеют значительную культовую, художественную и историческую ценность. Львовский музей истории религии является обладателем значительного собрания икон XVI—XIX веков, «иудейского клада» XVII—XIX веков, крупного собрания Тор и Библий, коллекции ценных старопечатных книг XVI—XVIII веков, в том числе — и «Острожской Библии» Ивана Фёдорова, «Требника» Петра Могилы, реликварий Святого Аронтия XI века.
Экспозиция состоит из таких тематических разделов: «Религии древнего мира», «Иудаизм», «Раннее христианство», «Армянская церковь», «История Римско-католической церкви», «Украинская грекокатолическая церковь», «Православие на Украине», «Протестантизм», «Ислам», «Буддизм».

## Библиотека
Львовский музей истории религии имеет специализированную библиотеку религиоведческого профиля, аналогов которой на Украине не существует. Среди 150 тысяч экземпляров — труды теологов Киевской, Санкт-Петербургской и Московской духовных академий и их периодические издания, церковно-религиозная литература католических институтов Италии, Германии, Австрии, Франции и Польши, сборник религиозных изданий времён Крымского ханства, собрания произведений издательства Украинского католического университета в Риме. Большую часть книжного фонда занимают книги на иностранных языках. Библиотека имеет редкое собрание старинной русской книги (300 единиц), охватывающее 826—1910 годы, а также такие редкие издания как «Католическую энциклопедию», «Энциклопедию православия», издания краковского Ягеллонского университета, немецкие лютеранские издания (1868—1900 гг.), французские издания Парижа и Лиона. В фондах библиотеки хранятся около 300 книг иудаистической литературы на иврите и идиш, где большую часть составляют отдельные разделы Танаха, Вавилонского Талмуда, Шульхан Аруха, сборники молитв и литература на иврите, редкие книги «Махзор. Праздничные молитвы» (1907), «Микраот Гдолот» (1876) и др.
Огромную часть книжного фонда занимает старинная периодика, которую относят к редким изданиям: «Міръ Божий», «Отдых христианина», «Свът», «Богословская мысль», «Слово пастыря», «Русский паломник», журналы «Старообрядцы» (1908), «Странникъ» (1903), труды Киевской духовной академии (1870—1909), Черниговские, Киевские епархиальные вести и тому подобное. Кроме того, в фонде представлены издания религиозных организаций Галиции 1920—1930-х годов, а также хорватская и чешская периодика этого же периода.

## Другая деятельность и филиалы

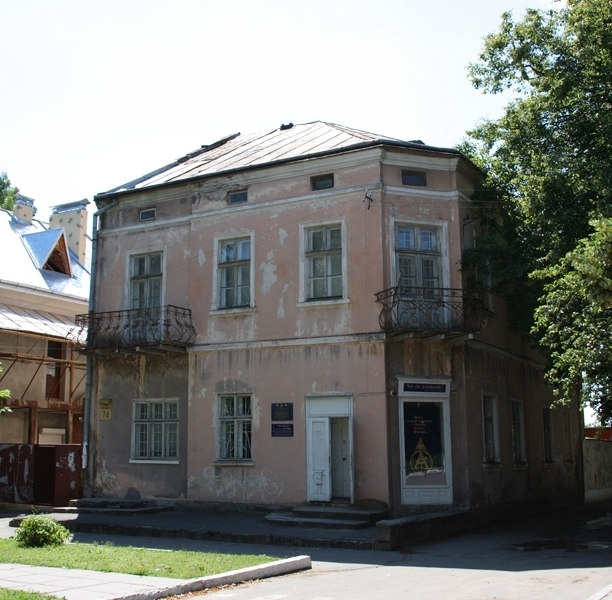
Филиал Львовского музея истории религии в городе Сокаль — музей «Человек. Земля. Вселенная»

Музей проводит научные конференции «История религий на Украине», издаёт материалы этих конференций и научные альманахи, посвященные выдающимся датам истории церкви.
В структуру музея входят отделы: выставочный, научно-образовательный, рекламный, методический, фонды, библиотека, фото- и голографическая лаборатории, научно-реставрационный, художественный, библиографический.
При музее действует институт антропологии и собственное издательство «Логос».
Музей имеет три филиала: в 1980 году создан филиал в Червонограде, в 1991 году — филиал, музей «Человек. Земля. Вселенная» в Сокале, в 1993 году — Институт религиоведения. Создаётся также четвёртый филиал — Музей иудаики.